# Výprachtice
Výprachtice (en allemand : Weipersdorf) est une commune du district d'Ústí nad Orlicí, dans la région de Pardubice, en République tchèque. Sa population s'élevait à 960 habitants en 2024.

## Géographie
Výprachtice se trouve à 7 km au sud-est de Jablonné nad Orlicí, à 19 km à l'est d'Ústí nad Orlicí, à 64 km à l'est de Pardubice et à 160 km à l'est de Prague.
La commune est limitée par Čenkovice au nord, par Červená Voda et Štíty à l'est, par Horní Heřmanice au sud, et par Horní Čermná et Bystřec à l'ouest.

## Histoire
La première mention écrite de la localité date de 1304.

## Administration
La commune se compose de deux sections :
- Výprachtice
- Koburk
- Valteřice

## Transports
Par la route, Výprachtice trouve à 8 km de Jablonné nad Orlicí, à 28 km d'Ústí nad Orlicí, à 87 km de Pardubice et à 194 km de Prague. 